# TP Molunge
El TP Molunge es un equipo de fútbol de Congo-Kinshasa que juega en la Liga Regional Ecuatorial, una de las ligas regionales que commponen la segunda categoría de fútbol en el país.

## Historia
Fue fundado en la ciudad de Mbandaka con el nombre FC Scibe, nombre que cambiaron en 2003 por su denominación actual. Bajo su nombre anterior consiguieron un título regional de los 5 que contabiliza el club actualmente. El club jugó por última vez en la Linafoot en la temporada 2013.
A nivel internacional han participado en un torneo continental, en la Copa CAF 1993, en la que fueron eliminados en la primera ronda por el AS Aviação de Angola.

## Palmarés
- Liga Regional Ecuatorial: 5

2002, 2005, 2006, 2008, 2010

## Participación en competiciones de la CAF
| Temporada | Torneo   | Ronda | Club       | Casa | Visita | Global |
| --------- | -------- | ----- | ---------- | ---- | ------ | ------ |
| 1993      | Copa CAF | 1     | AS Aviação | 0-0  | 0-2    | 0-2    |